# 과야라메린

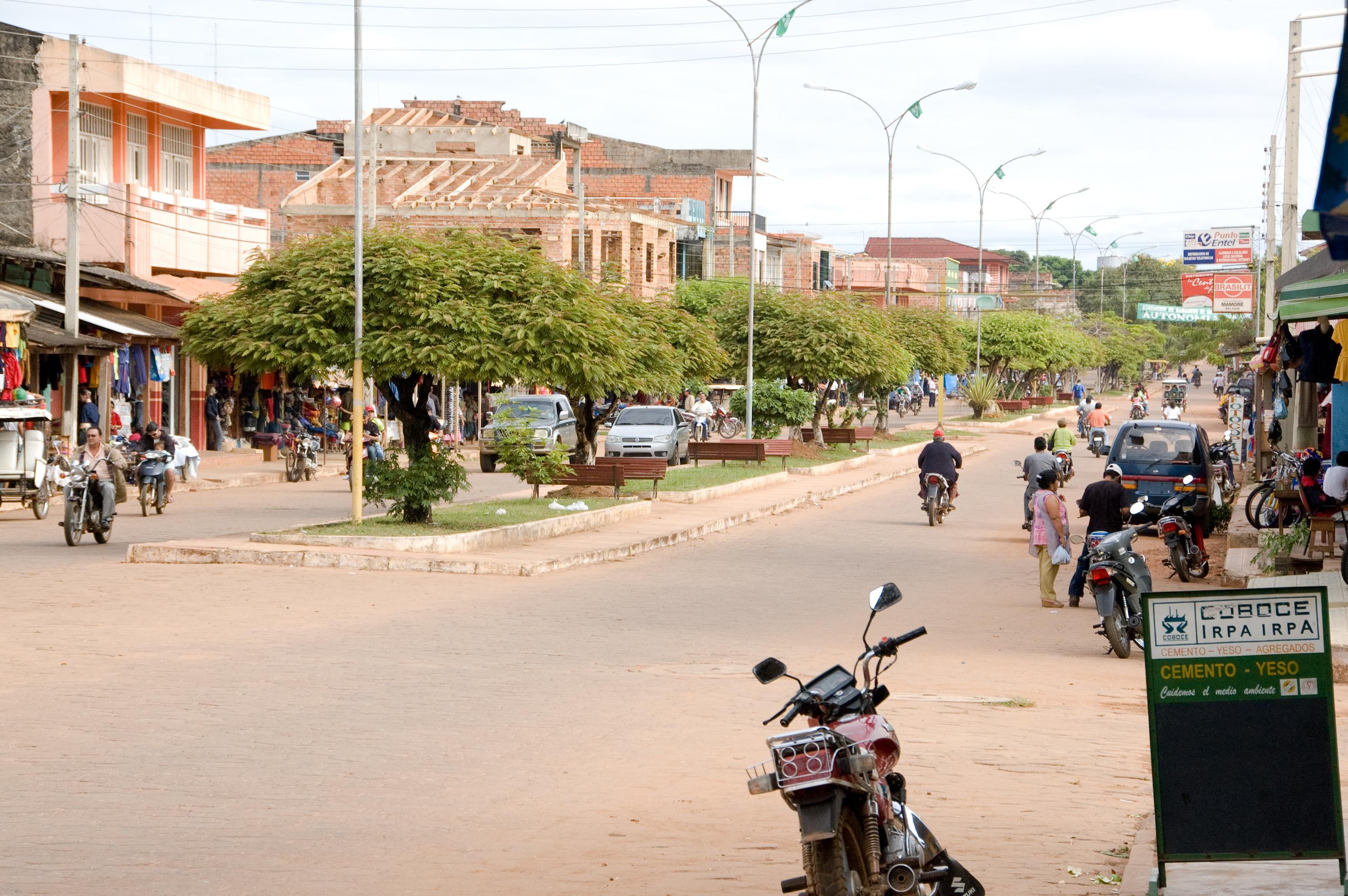
과야라메린

과야라메린(스페인어: Guayaramerín)은 볼리비아 베니 주에 위치한 도시로 면적은 13.9km2, 높이는 128m, 인구는 39,010명(2012년 기준)이다. 1892년에 설립되었다. 브라질과 국경을 접하며 인근에는 구아자라미링이 위치한다.